# Seksuel orientering
Seksuel orientering betegner en persons seksuelle personlighed, herunder retningen eller målet for personens seksuelle eller romantiske længsel, følelser, fantasier og handlinger. Begrebet bruges især til at skelne mellem homoseksuelle, biseksuelle og heteroseksuelle personer, men den juridiske definition dækker enhver seksuel retning inklusive f.eks. fetichisme og sadomasochisme. Det danske begreb seksuel orientering er derfor mere bredt end det engelske sexual orientation, der ikke nødvendigvis omfatter andet end hvilket køn en person er tiltrukket af. Betegnelserne seksuel præference og seksuel tilbøjelighed har samme betydning.
Typisk opfattes seksuel orientering som et spektrum gående fra tiltrækning udelukkende mod eget biologisk køn (homoseksualitet) til tiltrækning udelukkende mod det andet biologiske køn (heteroseksualitet), med de seksuelle orienteringer derimellem betegnet som biseksualitet. Denne fremstilling kendes fra Kinsey-skalaen for seksuel historie.
Herudover bruges betegnelsen aseksuel om personer der ikke oplever seksuel tiltrækning til andre mennesker, mens ambiseksuel sommetider anvendes som synonym for biseksuel, androseksuel om en person, der oplever tiltrækning rettet mod mænd, gynoseksuel om en person, der oplever tiltrækning rettet mod kvinder samt panseksualitet tiltrækning af alle køn.
I daglig tale bruges oftest følgende betegnelser for kategorier af seksuel orientering:
- Lesbisk: En kvinde tiltrukket af kvinder
- Bøsse: En mand tiltrukket af mænd
- Heteroseksuel: En person tiltrukket af personer af modsatte køn
- Biseksuel: En person tiltrukket af personer af begge køn

Der er en lang række åbne spørgsmål vedrørende seksuel orientering. Nogen mener at seksuel orientering er genetisk bestemt, andre at den fastlægges i de første to-tre leveår, og atter andre at der er tale om et valg. Nogen mener at seksuel orientering er statisk, andre at den kan forandres eller forandrer sig over tid. Denne debat kompliceres af, at seksuel orientering har mange facetter, herunder indre oplevelse af tiltrækning, seksuelle fantasier, seksuel adfærd, romantisk tiltrækning, osv. Klein grid er et forsøg på at indfange kompleksiteten af seksuel orientering.
Klassificering af personer i kategorier af seksuel orientering er kontroversielt. Nogen foretrækker klassificering ud fra "indre orientering", mens andre foretrækker seksuel eller romantisk adfærd, og andre igen foretrækker selv-identifikation.
Seksuel orientering bruges i en række relaterede betydninger:
- Til at beskrive en persons "(seksuelle) identitet", enten som et valg eller som et udtryk af indre egenskaber (eks.: "Jeg identificerer mig som bøsse og færdes i bøsse-miljøet").
- Til at beskrive en persons seksuelle adfærd (eks.: "Hun lever i et lesbisk forhold").
- Som en juridisk term, f.eks. i staffelovens paragraf 266b, som forbyder at "en gruppe af personer trues, forhånes eller nedværdiges på grund af ...seksuelle orientering..."

## Juridisk
Denne artikel omhandler overvejende eller alene danske forhold. Hjælp gerne med at gøre artiklen mere almen.
Begrebet seksuel orientering blev almindeligt i dansk sprogbrug i 1987 da den lovmæssige beskyttelse mod diskrimination pga. race m.m. blev udvidet til også at omfatte seksuel orientering. Lovændringen var bl.a. foranlediget af at AIDS-epidemien havde ført til øget diskrimination af homoseksuelle og at Landsforeningen for Bøsser og Lesbiske havde påpeget behovet for beskyttelse af homoseksuelle mod diskrimination. Dermed fulgte Danmark en række anbefalinger fra Europaparlamentet, Europarådet og Nordisk Råd. Under det forudgående kommisionsarbejde fandt man det naturligt at udvide beskyttelsen til at omfatte alle seksuelle minoriteter i modsætning til den norske lovgivning der kun beskytter homoseksuelle. I bemærkningerne til lovforslaget nævnes eksempelvis transvestisme.
Den juridiske definition på seksuel orientering omfatter både seksuel adfærd og indstilling. Med andre ord omfatter den lovmæssige beskyttelse både seksuelle følelser (uanset om disse kommer til udtryk i handlinger) og seksuelle handlinger (uanset om disse er i overensstemmelse med de indre følelser eller tilbøjeligheder).
Det er understreget i bemærkningerne at loven mod diskrimination ikke ændrer grænserne for hvad der er lovlig seksuel adfærd. Det er således tilladt at diskriminere imod en ulovlig seksuel handling, men det er ikke lovligt at diskriminere personer med en bestemt seksuel følelse. Denne skelnen mellem følelse og adfærd blev udtrykt klart under Folketingets forhandlinger hvor bl.a. Jørgen Lenger præciserede at det f.eks. vil være ulovligt for en restaurant at afvise en pædofil person hvis denne kommer for at spise, men det er tilladt for en børnehave at afvise at ansætte en pædofil hvis denne tidligere har begået en seksualforbrydelse under sit arbejde i en tilsvarende institution.
Beskyttelsen mod diskrimination inkluderer også transvestitters og transkønnedes påklædning. Det er således tilladt for en restaurant at afvise en mand der ikke er tilstrækkeligt pænt påklædt, men det er ikke tilladt at afvise en person, der er transvestit, hvis vedkommende er klædt anstændigt. I den såkaldte Kjole-Ole sag i 2007 fik en radioforhandler således en bøde på 3000 kr. for at nægte at betjene en transvestit. Derimod vil det formentlig være tilladt at afvise en ekshibitionist i en minimal påklædning eller en fetichist klædt i lak og læder. Man kan muligvis argumentere at fetichisten eller ekshibitionisten gennem sin påklædning eller afklædning inddrager tilskueren i en en seksuel handling, hvorimod en transvestit eller transkønnet blot klæder sig i overensstemmelse med sin kønsidentitet.